# Британско-южноафриканские отношения
Британско-южноафриканские отношения — двусторонние дипломатические отношения между Великобританией и Южно-Африканской Республикой (ЮАР).
ЮАР является крупнейшим торговым партнёром Великобритании в Африке и важным партнером страны во многих областях. Отношения между ЮАР и Великобританией включают общий английский язык и культурные связи, схожие системы права и финансов, общий интерес к одним и тем же видам спорта, а также общий интерес к развитию торговли и международной системе, основанной на правилах. В Великобритании проживает большое количество южноафриканцев, а в ЮАР проживает большое количество британских граждан и лиц британского происхождения. Незначительное меньшинство южноафриканцев имеет британское происхождение, поскольку ранее ЮАР была колонией Британской империи. По оценкам в 2010 году в Великобритании проживало около 227 000 южноафриканцев.

## История
Великобритания и территория южной части Африки, которая сегодня известна как ЮАР, имеют долгую историю, в которой Британская империя сыграла очень важную роль в формировании современной Южно-Африканской Республики. Начало отношений между странами началось 31 мая 1910 года, когда Южно-Африканский Союз был основан как доминион Британской империи. ЮАР воевала вместе с Британской империей во время Второй мировой войны. В 1961 году ЮАР вышла из Содружества наций, но Великобритания выступила против валютных и экономических санкций. Великобритания имела экономические интересы в этой стране и в частности, нуждалась в золоте ЮАР.
В 1984 году государственный президент Южно-Африканской Республики Питер Виллем Бота посетил Великобританию в рамках турне по европейским странам и встретился с премьер-министром Великобритании Маргарет Тэтчер. Обращаясь к Палате общин она заявила: "Я выразила нашу твердую точку зрения на апартеид. Я сказала господину Боте о моей особой озабоченности о практике принудительных выселений и подняла вопрос о продолжении содержания под стражей господина Нельсона Манделы.
Противодействие Маргарет Тэтчер введению экономических санкций против ЮАР было негативно встречено активистами движения против апартеида, в том числе южноафриканским епископом Десмондом Туту, с которым она встретилась в Лондоне, и Оливером Тамбо, изгнанного лидера запрещенного партизанского движения Африканский национальный конгресс (АНК), на чьи связи с Восточным блоком она смотрела с подозрением и отказалась с ним проводить переговоры, так как он поддерживал насилие и отказался осудить партизанские нападения и массовые убийства чернокожих полицейских, местных чиновников и их семей.
На саммите Содружества наций в Нассау в октябре 1985 года Маргарет Тэтчер согласилась ввести ограниченные санкции и создать контактную группу для продвижения диалога с Преторией после того, как её предупредили лидеры третьего мира, в том числе премьер-министр Индии Раджив Ганди и малайзийский премьер-министром Махатхиром Мохамадом, что позиция угрожает распадом организации Содружества наций, состоящей из 49 стран. В свою очередь, призывы к полному эмбарго были отвергнуты, а существующие ограничения, принятые государствами-членами Содружества наций в отношении ЮАР, были сняты. Председатель АНК Оливер Тамбо выразил разочарование этому принятому решению.
Однако, в августе 1986 года санкции Великобритании против апартеида в ЮАР были расширены, включив в них «добровольный запрет» на туризм и новые инвестиции. После падения системы апартеида ЮАР вернулась в Содружество наций в качестве республики. Бывший премьер-министр Великобритании Дэвид Кэмерон осудил политику конструктивного взаимодействия Маргарет Тэтчер, которая раздражала многих старших членов Консервативной партии.
С момента падения апартеида между двумя странами в основном поддерживались хорошие отношения. В 2010 году Великобритания ввела визовые ограничения для выезжающих в страну южноафриканцев из-за опасений по поводу коррупции в министерстве внутренних дел ЮАР и легкости, с которой иностранные граждане могли получить южноафриканские паспорта. Это решение стало поворотным моментом в двусторонних контактах между странами и с тех пор отношения пошли на убыль. В 2013 году британское правительство объявило, что с 2015 года прекратит выделение 19 миллионов фунтов стерлингов (271 миллион рэндов) помощи развития ЮАР. В ответ правительство ЮАР ввело визовые ограничения для британских дипломатов в сентябре 2014 года.

## Торговля
С 1998 по 2003 год Великобритания была третьим по величине источником импорта для ЮАР, но в 2008 году оказалась уже на шестом месте. Великобритания была основным получателем южноафриканского экспорта в 2001 и 2002 годах, но снизилась до четвёртого к 2008 году. Экспорт ЮАР в Великобританию: драгоценные камни, минеральные продукты, транспортные средства (включая суда), машинное оборудование и механические изделия, фрукты и овощи, недрагоценные металлы и изделия, готовые пищевые продукты и напитки. Экспорт Великобритании в ЮАР: турбореактивные двигатели, турбовинтовые винты, газовые турбины, машинное оборудование, механические устройства, электрическое оборудование, транспортные средства (включая самолёты и суда) и химикаты. В декабре 2011 года заместитель госсекретаря Великобритании Генри Беллингхэм объявил, что к 2015 году объём товарооборота между странами должен вырасти вдвое. По состоянию на 2012 год Великобритания оставалась одним из двух крупнейших инвесторов в экономику ЮАР.
В своем выступлении 28 августа 2018 года Тереза Мэй пообещала выделить 4 миллиарда фунтов стерлингов в поддержку экономики ЮАР, после торговых переговоров с целью переориентировать расходы на проблемы экономики и безопасности в стране, а также подтвердить свою приверженность торговым связям после выхода Великобритании из Европейского союза.

## Двусторонние форумы
В 1997 году был основан двусторонний форум ЮАР-Великобритания с целью развития отношений, являясь форумом для встреч глав двух стран два раза в год с целью укрепления экономических и политических отношений. Высокопоставленные правительственные чиновники обеих стран часто встречаются через этот форум для обсуждения важных вопросов.

## Дипломатические миссии
- Великобритания содержит высокую комиссию в Претории[19].
- ЮАР имеет высокую комиссию в Лондоне[20].